# 吳道宏
吳道宏（1428年—1502年），字文博，四川敘州府宜賓縣人，竃籍。

## 生平
十二月二十八日生，行五，治《詩經》，由國子生中式四川鄉試第五十一名舉人，年三十歲中式天順元年丁丑科會試中式第一百四十八名，第三甲第十九名進士。二年八月授太常寺博士，擢授監察御史，成化八年（1472年）巡视京仓，九年三月赴貴州巡按兼刷卷，十三年二月往郧阳府抚安人民，十五年三月任满，官民请留任，令仍旧巡按抚治地方。十五年五月升大理寺右少卿，仍抚治郧阳等处流民，十八年丁父憂，服闋，二十一年七月改任南京，管寺事。二十三年十月升南京大理寺卿，弘治三年（1490年）十二月被论致仕，十五年九月卒，賜祭葬。

## 家族
曾祖吳海蟾；祖吳鑑；父吳鼎；嫡母熊氏；生母田氏。具慶下，妻陳氏，兄常；中；興；亨，弟寧；原。